# Мультимедійний контейнер
Мультимеді́йний конте́йнер (англ. Container format) — формат файлів, що може містити дані різних типів, стиснених різними кодеками і дозволяє зберігати аудіо, відео i текстову інформацію в єдиному файлі. Мультимедійні контейнери відкриваються більшістю медіаплеєрів.
Найпоширеніші формати-контейнери: MP4, ASF, AVI, Matroska, MOV, Ogg, OGM та RealMedia.

## Загальні відомості
Зазвичай, у контейнерах знаходяться дані від різних кодеків. Поширений мультемедійний контейнер AVI може, наприклад, містити потік відео закодований кодеком Xvid в формат MPEG-4 і потік аудіо закодований LAME в формат MP3. Деякі із контейнерів можуть містити додаткову інформацію, таку як структура меню, або додактові потоки аудіо. Інші контейнери можуть містити лише аудіо дані. Так, наприклад, WAV-файли, зазвичай, містять дані в форматі PCM, але запис MP3 також можливий.
Запис потоків аудіо- та відео даних в один файл виконується мультиплексором. Під час програвання потік ділиться на аудіо- та відео дані в демультиплексорі (напр. спліттері) а потім передаються на відповідний кодек для декодування.